# Cornelius Jansen
Cornelius Jansen (Jansenius; Acquoy, 1585, október 28. – Ypres, 1638. május 6.) németalföldi teológus. Tanítása janzenizmus néven vált ismertté.

## Élete
Cornelius Jansen dél-hollandiai katolikus családból származott. 1602-től Leuvenben a teológia tanulmányozásának szentelte magát. A jezsuiták és Bajus Mihály követői közötti vitákba keveredett. Ott találkozott Jean Duvergier de Hauranne-nal. 1604-ben Párizsba ment, majd néhány évvel később Bayonne közelében élt és tanított, ahol egy újonnan alapított főiskola irányítását vette át. Du Vergier-vel együtt tanulmányozta az egyházatyák, különösen Hippói Szent Ágoston írásait. 1616-ban (vagy 1617-ben) egy leuveni kollégium vezetője lett, ahol ismét összeütközésbe került a jezsuitákkal. 1624-ben és 1626-ban Madridba küldték, hogy ellensúlyozza a leuveni jezsuita misszió növekvő befolyását (valószínűleg sikerrel). 1630-ban az egzegézis professzora lett a Leuveni Katolikus Egyetemen, és szigorú ágostonizmust tanított, különösen a szabad akarat és az isteni kegyelem tanával, s a predesztinációval kapcsolatban.
Jansen azonban nemcsak a teológiával foglalkozott, hanem politikai álmai is voltak: a spanyol uralom alól felszabaduló Flandriában reménykedett – Hollandia mintájára. A spanyolokkal szembeni elkerülhetetlen nehézségek tompítása érdekében 1635-ben Armacanus álnéven megírta Alexandri Patricii Armacani Theologi Mars Gallicus seu de justitia armorum regis Galliae libri duo című politikai röpiratát. Ebben elítélte Richelieu bíboros kettős politikáját, aki összejátszott a reformátusokkal, hogy ártson a katolikus Habsburgoknak.
1636-ban Ypres püspöke lett, de már 1638. május 6-án meghalt pestisben, miután megírta fő művét, Augustinus, sive doctrina Sti. Augustini de humanae naturae sanitate, aegritudine, medicina adversus pelagianos et massilienses címmel.

## Tanai
Jansen írásai az egzegézis professzoraként meglehetősen ortodoxok, és halála után többször is kinyomtatták őket. Köztük a kálvinizmus ellen irányuló polémiákat is. Hivatalos tevékenysége azonban – jóindulatúan szemlélve – nem akadályozta meg abban, hogy a bajusi értelemben vett kegyelem problémájával foglalkozzon. 1617 és 1635 között élénk levelezést folytatott Du Vergier St. Cyran apáttal (amely 1654-ben jelent meg); ebben dolgozta ki Szent Ágoston egyházatya értelmezését. Célja a római katolikus egyház megújítása volt – de egyáltalán nem a protestantizmus szellemében.
Véleménye szerint az Egyház három tévedésbe esett: a skolasztikus teológia (különösen a párizsi Sorbonne-é) eltávolodott az igehirdetéstől, csak szertartásokat kínált az egyszerű hívőknek, és alig többet a gondolkodóknak, mint a sztoikusokhoz közel álló erkölcsi vallás. Fő művében, az Augustinusban, amelyen elmondása szerint több mint 20 évet dolgozott, a filozófiát, különösen az arisztotelészi filozófiát (amelyet a skolasztikusok követtek) a pelagiuszi eretnekség anyjának nyilvánította, szigorúan ágostai értelemben. Kijelentette az emberi természet és a szabad akarat teljes romlottságát, amelyből az eleve elrendelés tana következik. Kevesen vannak kiválasztva, hogy elnyerjék az örök boldogságot. Úgy tűnik, hogy ez a nézet Jansent közel hozza a reformátusokhoz. A hit általi megigazulás tanának azonban mindig határozott ellenzője volt. Mindig meg volt győződve arról is, hogy a hívő személy Istennel való személyes kapcsolata csak a (római) katolikus egyházon belül vezethet „a lélek üdvösségéhez”.
Ezt a gondolkodásmódot janzenizmusnak, követőit pedig janzenistáknak nevezzük; leglelkesebb ellenfeleik kezdettől fogva a jezsuiták voltak. A régóta fennálló konfliktusra példa a cseh származású Franz Anton von Sporck gróf életrajza és bibliográfiája.

## Művei
- Augustinus, sive doctrina Sti. Augustini de humanae naturae sanitate, aegritudine, medicina adversus pelagianos et massilienses. 3 köt. Leuven, 1640. Reprint: Minerva, Frankfurt am Main, 1964
- Pentateuchus, sive Commentarius in quinque libros Moysis, Leuven, 1641. 3. digitális másolata A Bajor Állami Könyvtár 1685. évi kiadása

## Fordítás
- Ez a szócikk részben vagy egészben  a   Cornelius Jansen című német Wikipédia-szócikk ezen változatának fordításán alapul.  Az eredeti cikk szerkesztőit annak laptörténete sorolja fel. Ez a jelzés csupán a megfogalmazás eredetét és a szerzői jogokat jelzi, nem szolgál a cikkben szereplő információk forrásmegjelöléseként.

1. 1 2  Német Nemzeti Könyvtár: Integrált katalógustár (Németország) (német nyelven). Integrált katalógustár (Németország) . (Hozzáférés: 2014. április 27.)
2. 1 2  Francia Nemzeti Könyvtár: BnF-források (francia nyelven). (Hozzáférés: 2015. október 10.)
3. 1 2  Encyclopædia Britannica (angol nyelven). Encyclopædia Britannica Online . (Hozzáférés: 2017. október 9.)
4. 1 2  SNAC (angol nyelven). (Hozzáférés: 2017. október 9.)
5. ↑  Find a Grave (angol nyelven). Find a Grave . (Hozzáférés: 2017. október 9.)
6. ↑  Cornelius Jansenius. Holland Életrajzi Portál